# 李融 (滑州刺史)
李融（8世纪？—794年3月27日），唐朝宗室，唐太宗的五世孙，李承乾玄孙，李适之的孙子。
李融性情严整，善吏事，担任郑州刺史。贞元九年（793年）四月，唐德宗以义成军节度使、检校右仆射贾耽为左仆射、同中书门下平章事，让郑州刺史李融取代他，担任滑州刺史、义成军节度使。李融得病，表奏赵植兼副使，委以军政。贞元十年二月廿二乙丑日（794年3月27日），李融去世，军中溃乱，以李复检校兵部尚书，取代李融兼滑州刺史、义成军节度、郑滑观察营田等使、兼御史大夫。